# میک کودی
میک کودی (انگلیسی: Mick Coady؛ زادهٔ ۱ اکتبر ۱۹۵۸) بازیکن فوتبال اهل بریتانیا است.
از باشگاه‌هایی که در آن بازی کرده‌است می‌توان به باشگاه فوتبال ولورهمپتون واندررز اشاره کرد.